# Sierra Pacific Airlines
Sierra Pacific Airlines (zeitweise auch Trans Sierra Airlines) ist eine amerikanische Charterfluggesellschaft mit Sitz in Tucson, Arizona.

## Geschichte und Flugziele
Die Ursprünge der heutigen Sierra Pacific Airlines reichen bis zur 1965 in Oakland gegründeten, ersten Sierra Pacific Airlines zurück. Das Unternehmen, das mit einer de Havilland DH.104 Dove Fracht- und Passagierverbindungen von Oakland ausgehend via Lake Tahoe nach Reno anbot, operierte nur ein Jahr. Eine ursprünglich anvisierte Interlining-Vereinbarung mit Western Airlines konnte nicht realisiert werden, sodass die Pendlerfluggesellschaft, bei der nebst der Dove auch Maschinen vom Typ Beechcraft Model 18 zum Einsatz kamen, ihren Betrieb 1966 einstellte.
Knapp sechs Jahre später, Anfang 1972, reaktivierte man die Sierra Pacific Airlines und benannte sie zunächst in Trans Sierra Airlines um. Abermals betätigte sich die Gesellschaft im Linien- und Zubringerbetrieb: Unter Verwendung der Muster Piper PA-31-310 Navajo, Cessna 402 und Convair CV-340 wurden von Burbank ausgehend Verbindungen nach Los Angeles, Fresno, Bishop und Mammoth Lakes bereitgestellt. Schon nach kurzer Zeit änderte Trans Sierra Airlines ihren Namen zurück in Sierra Pacific Airlines. Durch den Absturz einer Convair CV-340 auf dem Sierra-Pacific-Airlines Flug 802 am 13. März 1974 hatte die Firma eine Maschine verloren, bis die entstandene Lücke am 15. Oktober desselben Jahres mit einer Convair CV-580 geschlossen wurde. Das Unternehmen sah sich in den folgenden drei Jahren wachsenden finanziellen Problemen gegenüber und so wurde die zweite Sierra Pacific Airlines im Juli 1978 von der 1976 gegründeten Mountainwest Aviation mit Sitz in Tucson, Arizona übernommen. Ihr Geschäftsführer Garfield M. „Gar“ Thorsrud – ein ehemaliger CIA-Pilot und einer der ersten Smokejumper der Special Activities Division – zeichnete infolgedessen für die Geschäftsführung der Sierra Pacific Airlines verantwortlich.

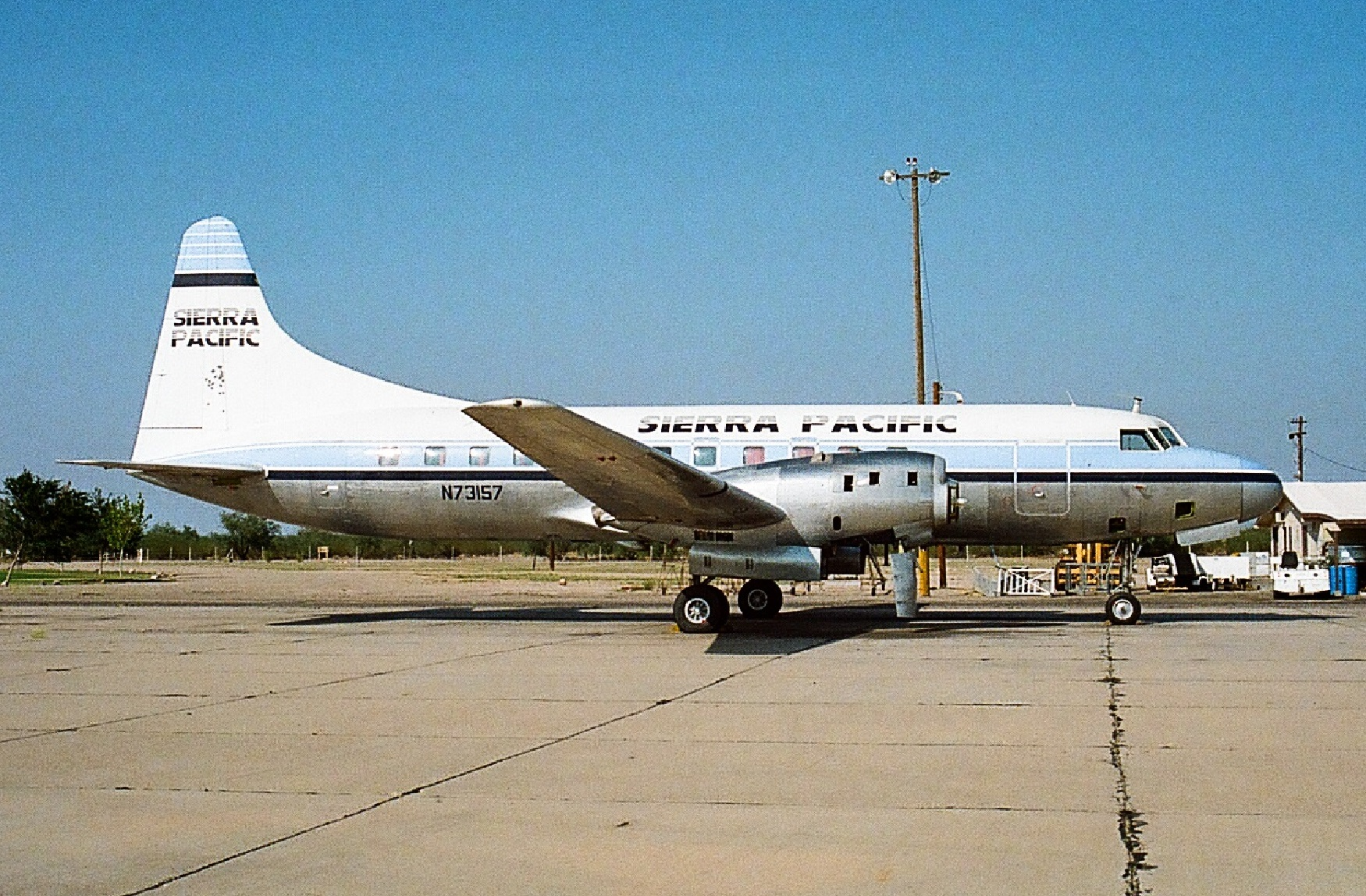
Convair CV-580 der Sierra Pacific Airlines, September 1987

Mit ebenjener Übernahme ging eine Verlagerung des Firmensitzes einher; die dritte Sierra Pacific verließ Kalifornien und zog nach Arizona um. Sie operierte fortan, wie Mountainwest Aviation, von Tucson aus und bildete das wichtigste Unternehmen der daraufhin gegründeten Muttergesellschaft Sierra Pacific Corporation. Die Flotte setzte sich 1978 aus sechs Convair CV-580 und zwei de Havilland Canada DHC-6 Twin Otter zusammen. Mit Flügen für zivile und militärische Kunden sowie Linienverbindungen in die Skiregion um Mammoth Lakes konnte Sierra Pacific Airlines Ende 1979 auf 27.000 Passagiere zurückblicken. Die Auslastung gestaltete sich dennoch unzufriedenstellend und durch eine einsetzende Ölkrise stand die Gesellschaft mehrmals kurz vor der Betriebseinstellung.
Dennoch gelang es Sierra Pacific Airlines, den Betrieb in den kommenden Jahren fortzusetzen und weiter Fuß im Wetlease-Geschäft zu fassen. Im Sommer 1984 vermietete man zwei CV-580 an Horizon Air, bevor 1989 eine weitere Convair an Aspen Airways verleast werden konnte. Neben Aspen Airways mieteten auch Unternehmen wie Express Airlines I und ERA Jet Alaska Maschinen des Typs Convair CV-580 von Sierra Pacific Airlines. Im Jahre 1991 stießen sodann zwei gemietete Boeing 737-100 zur Flotte des Unternehmens hinzu. Sie waren die ersten Strahlflugzeuge in der Sierra-Pacific-Flotte und so wurden im folgenden Jahr, 1992, eine weitere Boeing 737-100, vier Boeing 737-200 und eine Boeing 737-300 zeitweise im Leasing in die Flotte aufgenommen und an Kunden wie America West Airlines und Morris Air untervermietet. Wenngleich Sierra Pacific bis Ende 1992 rund 498.000 Passagiere auf Charterflügen transportieren konnte, sah sich die Gesellschaft 1993 mit einem Nettoverlust von 742.583 US-$ konfrontiert; man entließ 65 Mitarbeiter. Nach einem Umsatzrückgang von 21,8 %, der sich in der Betriebsverkleinerung begründet sah, blieben jedoch die folgenden Jahre ebenfalls defizitär. Der Nettoverlust belief sich 1994 auf 69.000 US-$, nur um 1995 auf 198.000 US-$ zu steigen. Erst als die Passagierzahlen im darauffolgenden Jahr, 1996, stabilisiert werden konnten, befand sich die zu dieser Zeit mit einer Boeing 737-200 Advanced und sieben Convair CV-580 operierende Sierra Pacific in der Lage, einen Gewinn auszuweisen. Nichtsdestoweniger setzte das Unternehmen seine Charterdienste fort: Während die Maschinen des Typs Convair in den folgenden Jahren ausgemustert wurden, zählten und zählen bis heute Logistik- und Personentransporte für diverse US-Regierungsstellen zu den Hauptbetätigungsfeldern der Sierra Pacific Airlines. Nebst dem US-Militär sowie dem United States Marshals Service findet sich auch der auf die Brandbekämpfung spezialisierte Teil des United States Forest Service unter den Sierra-Pacific-Kunden wieder. Dem Linienflugbetrieb hat Sierra Pacific Airlines entgegen ihrer Anfänge den Rücken gekehrt.
Gegen August 2014 stieß die erste von später zwei Boeing 737-500 zur Flotte der Sierra Pacific Airlines hinzu, die sich zu diesem Zeitpunkt noch aus zwei Maschinen des Typs Boeing 737-200 Advanced zusammensetzte. Letztgenannte Maschinen haben die Flotte in der Folgezeit verlassen; ab Mitte 2017 betrieb man nur noch Maschinen aus der 737-Classic-Serie. Ende 2014 verstarb Garfield Thorsrud, der bis zu seinem Tode Teil der Geschäftsführung war.

## Flotte

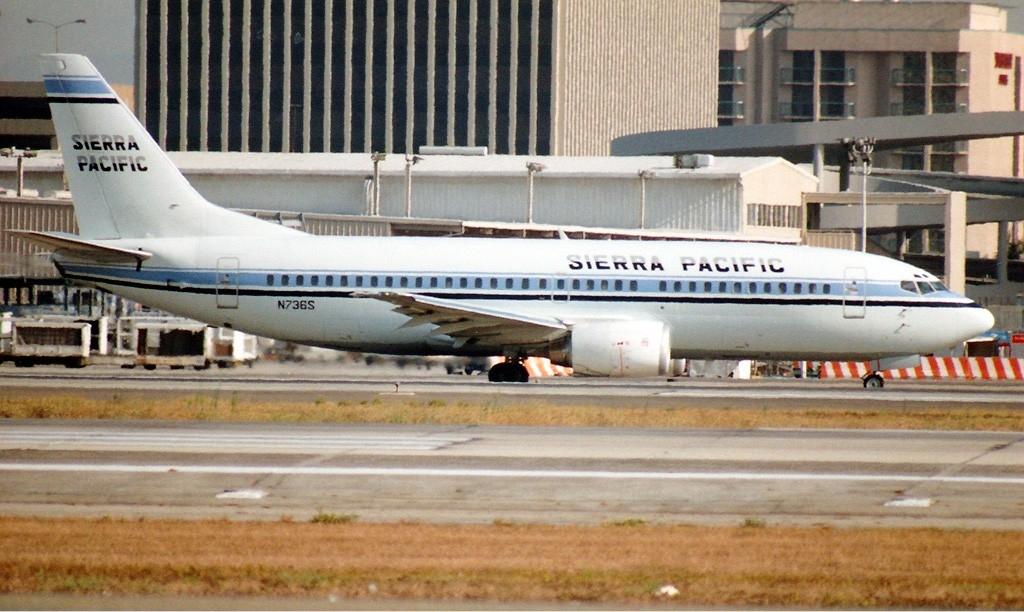
Boeing 737-300 der Sierra Pacific Airlines auf dem Flughafen Los Angeles, August 1992

Mit Stand November 2021 besteht die Flotte der Sierra Pacific Airlines aus zwei Maschinen mit einem Durchschnittsalter von 26,3 Jahren:
| Flugzeugtyp    | Anzahl | Luftfahrzeugkennzeichen | Sitzplätze (Economy) | Anmerkung                 |
| -------------- | ------ | ----------------------- | -------------------- | ------------------------- |
| Boeing 737-500 | 2      | N708S                   | 110                  | —                         |
| Boeing 737-500 | 2      | N709S                   | 114                  | mit Winglets ausgestattet |

Zeit ihres Bestehens betrieb Sierra Pacific des Weiteren Flugzeuge der Typen Boeing 737-100, 737-200, 737-200 Advanced, 737-300, Convair CV-340, Convair CV-440, Convair CV-580, Piper Navajo, Cessna 402, de Havilland Canada DHC-6 sowie Handley Page Jetstream.

## Zwischenfälle

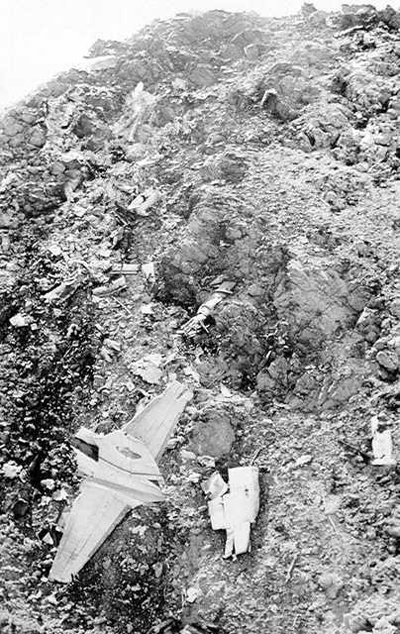
Wrackteile der am 13. März 1974 zerstörten Convair CV-440 in den White Mountains. Das mitgeführte Filmmaterial der tagsüber gemachten Aufnahmen konnte unversehrt aus dem Heck der Maschine geborgen werden und wurde später, wie vor dem Unfall vorgesehen, in der Dokumentation Primal Man aufgeführt.

- Am 13. März 1974 zerschellte eine Convair CV-440 der Sierra Pacific Airlines (Luftfahrzeugkennzeichen N4819C) während eines nächtlichen Abflugs auf Sicht vom Eastern Sierra Regional Airport auf 6100 Fuß Höhe am Bergkamm der White Mountains. Der ein Filmteam und Schauspieler der Wolper Productions befördernde Charterflug mit der Flugnummer 802 sollte ursprünglich bei Tageslicht vom Flughafen in Mammoth Lakes (Mono County, Kalifornien) zum Hollywood Burbank Airport führen – aufgrund eines technischen Defekts stand die Unfallmaschine jedoch erst in den späten Abendstunden zur Verfügung. Da der ursprünglich vorgesehene Abflug in Mammoth Lakes zwingend Tageslicht erforderte, wurden das Wolpers-Filmteam mit Bussen zum 45 Meilen südlich gelegenen Eastern Sierra Regional Airport in Bishop (Inyo County, Kalifornien) befördert. Von hier sollten sie die Rückreise nach Burbank aufnehmen; die Sierra-Pacific-Convair wurde entsprechend umgeleitet. Bei dem Unfall kurz nach dem Start um ca. 20:20 Uhr Lokalzeit wurden alle 32 Passagiere und die vier Besatzungsmitglieder getötet und das Flugzeug zerstört. Die Unfallursache konnte vom NTSB nie definitiv geklärt werden. Die Behörde stellte in ihrem Abschlussbericht daher lediglich die Vermutung an, dass die zum Unfallzeitpunkt herrschenden, exzellenten Wetterbedingungen mitunter eine gewisse Nachlässigkeit auf Seiten der Besatzung hinaufbeschworen haben könnten. Da der Erste Offizier vor dem Unfall für die Dauer von vier Tagen aufgrund einer Grippe krankgeschrieben und am Tag des Zwischenfalls seit 15 Stunden ohne Einnahme von Nahrung im Dienst war, merkte das NTSB überdies an, dass der Erste Offizier möglicherweise erschöpft und unaufmerksam agierte. Dies könnte den Ermittlern zufolge zu einer Fehleinschätzung des Geländeabstands geführt haben, den der Erste Offizier durch sein rechtes Seitenfenster blickend zu überwachen hatte. Laut NTSB war eine solche Einschätzung nur auf Basis der Lichtverhältnisse am Boden schwierig und überdies ließ sie keinen Spielraum für größere Fehler. Das NTSB führte weiter aus, dass dem Kommandanten die Fehleinschätzung und die Abweichung vom eigentlichen Flugweg möglicherweise unbemerkt blieben, da er einem hospitierenden dritten Piloten, der ebenfalls im Cockpit Platz genommen und den Abflug von Bishop noch nie durchgeführt hatte, als Ausbilder diente und somit abgelenkt war. Zeugen am Fuße des Berges gaben an, die Maschine habe sich bis zuletzt in einem unauffälligen und gleichmäßigen Steigflug befunden. Auch wies das Flugzeug keine technischen Probleme auf.[8][9]

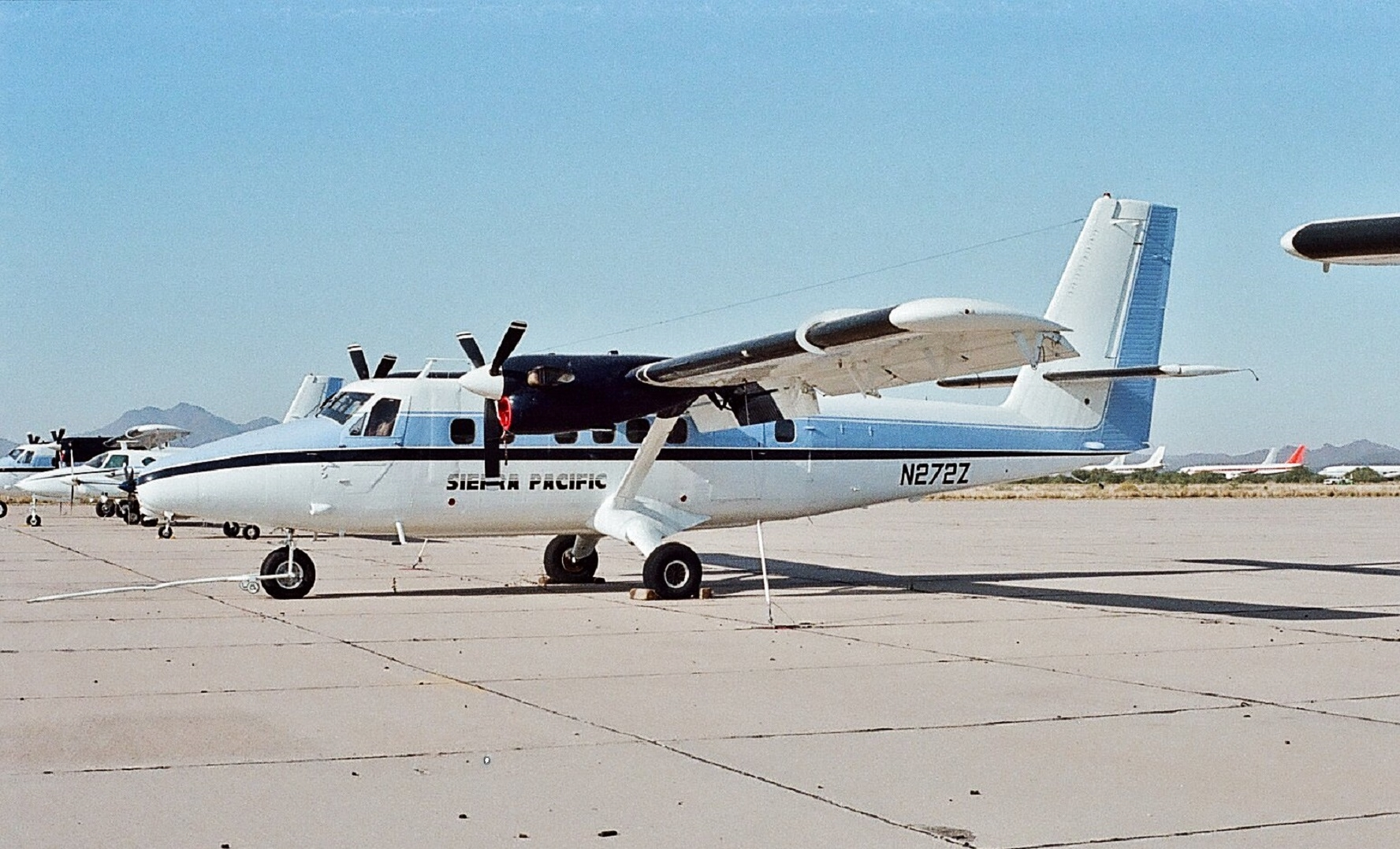
Eine de Havilland Canada DHC-6-300 Twin Otter der Sierra Pacific Airlines, baugleich mit der 1983 verunglückten Maschine

- Am 15. Februar 1983 verunfallte eine durch Sierra Pacific Airlines betriebene de Havilland Canada DHC-6-300 Twin Otter (N361V) auf dem Transwestern-Flug 868 von Boise, Idaho nach Hailey, Idaho. Als der Kommandant kurz vor der Landung – in einer Höhe von 800 Fuß und 2 Meilen südlich des Flughafens von Hailey – den Schub für den Endanflug reduzierte, kippte die Maschine plötzlich nach vorne und ging in einen steilen Sinkflug über. Der verantwortliche Luftfahrzeugführer versuchte noch, den Sinkflug durch das Erhöhen des Schubs abzufangen, allerdings reichte die verbleibende Höhe nicht mehr aus. Die Maschine schlug infolgedessen auf einem Highway auf, rutschte von der Fahrbahn und brach bei der Kollision mit einem 1,2 Meter hohen Schneehügel auseinander. Die beiden Besatzungsmitglieder und fünf der sechs Passagiere wurden schwer verletzt; lediglich eine Person konnte die zerstörte Twin Otter mit leichten Verletzungen verlassen. Das NTSB ermittelte später, dass die Verbindungselemente der Steuerung zum Höhenruder im Endanflug gerissen waren. Ursächlich hierfür war die Verwendung von sechs unpassenden und nicht korrekt befestigten Bolzen durch die Wartungsabteilung der Sierra Pacific Airlines. Weiter noch bemängelte das NTSB die Nichteinhaltung von Wartungsabständen durch Sierra Pacific Airlines sowie eine unzureichende Aufsicht und Überwachung durch die FAA.[10][11]

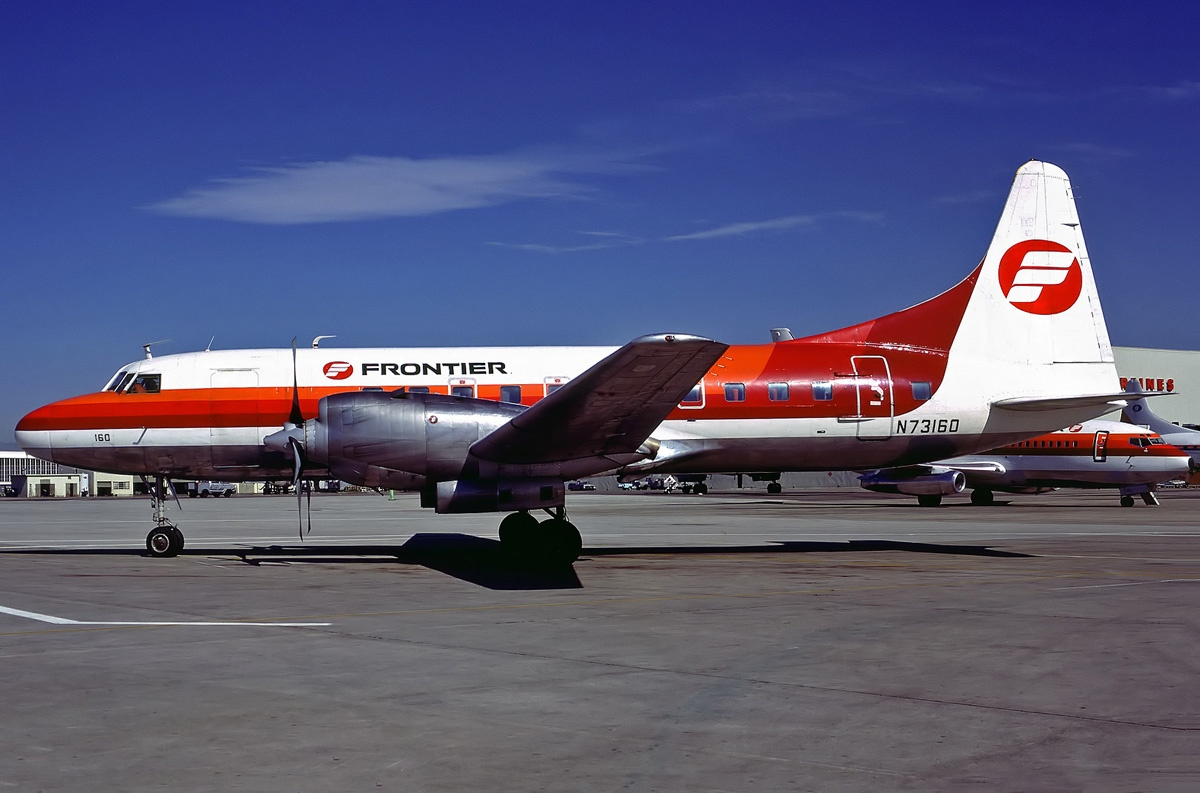
Die am 20. Januar 1989 verunfallte Convair CV-580 (N73160) rund acht Jahre vor dem Zwischenfall, hier noch im Dienste ihres vorherigen Betreibers Frontier Airlines.

- Am 20. Januar 1989 wurde eine für Aspen Airways betriebene Convair CV-580 (N73160) der Sierra Pacific Airlines bei einer Notlandung auf einem unbefestigten Weg in der Nähe von Buena Vista, Colorado zerstört. Während des Fluges, der von Denver nach Durango führen sollte, machte eine Warnleuchte die Besatzung im Reiseflug auf unzureichenden Öldruck im linken Triebwerk aufmerksam. Wie das NTSB in seiner Untersuchung später feststellen konnte, schaltete der nicht nach Checkliste arbeitende Kommandant jedoch versehentlich das rechte, noch einwandfrei arbeitende Triebwerk ab und brachte dessen Propeller in die Segelstellung. Kurz darauf fiel das angeschlagene, linke Triebwerk von alleine aus. Jegliche Versuche, Letzteres erneut zu starten, blieben erfolglos. Das NTSB stellte nach Untersuchung erhebliche Hitzeschäden fest. Ein Neustart des rechten, intakten Triebwerks war ebenso wenig möglich, da sich die Propellerblätter nicht aus der Segelstellung bringen ließen. Dieser für das Wiederanlassen notwendige Schritt erforderte Wechselstrom, den die Maschine nach dem beidseitigen Triebwerksausfall verloren hatte. Bei der anschließenden Notlandung auf unebenem Untergrund durchbrach die Maschine einen Zaun und stieß gegen einen Baumstamm, der das Bugrad kollabieren ließ. Fünf der 21 Passagiere erlitten leichte Verletzungen; die restlichen Passagiere und die drei Besatzungsmitglieder blieben unverletzt. Die schwer beschädigte Maschine musste als Totalschaden abgeschrieben werden.[12][13]